# Julius Epstein (Pianist)

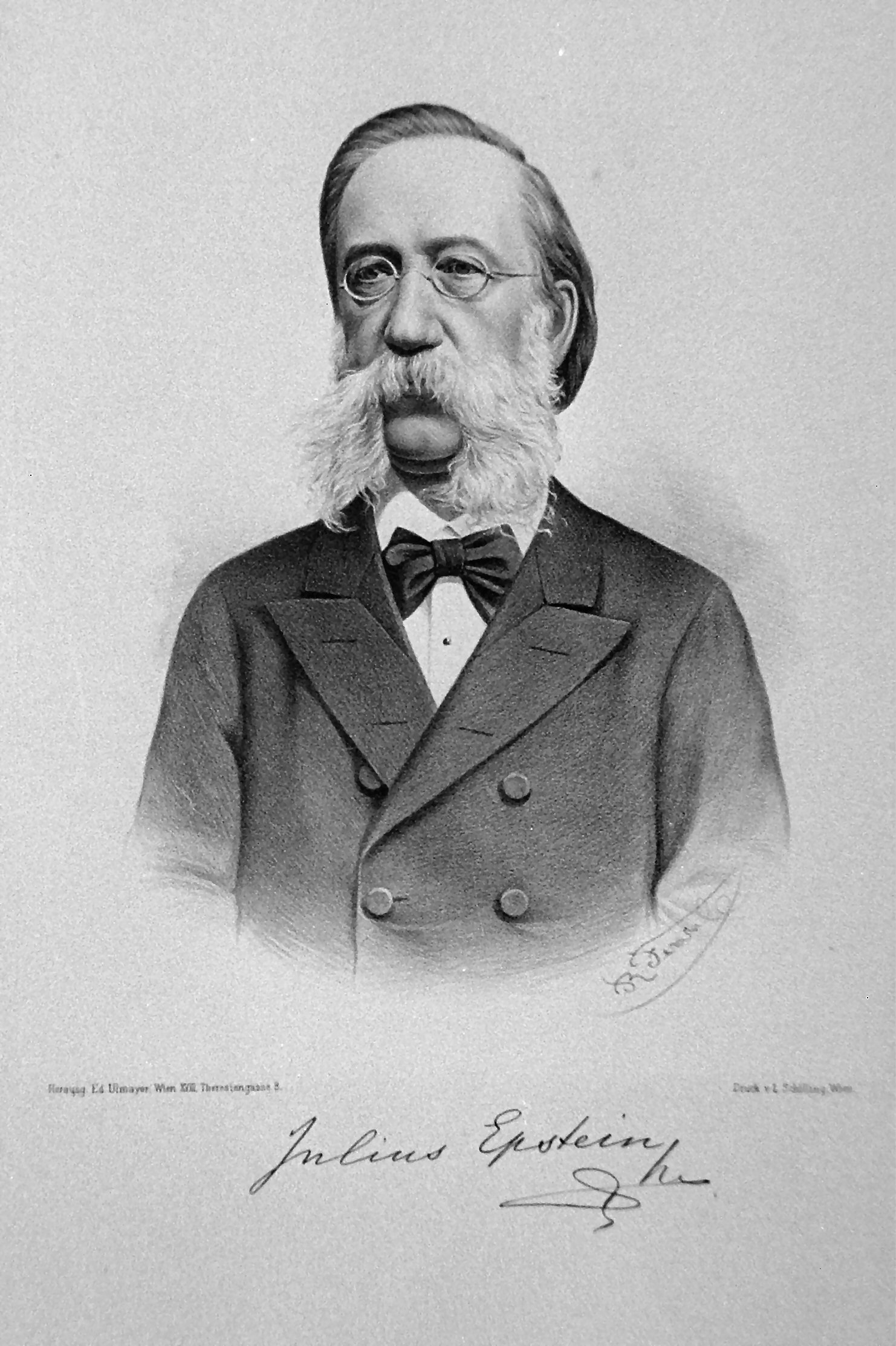
Julius Epstein; Lithographie von R.Fenzl

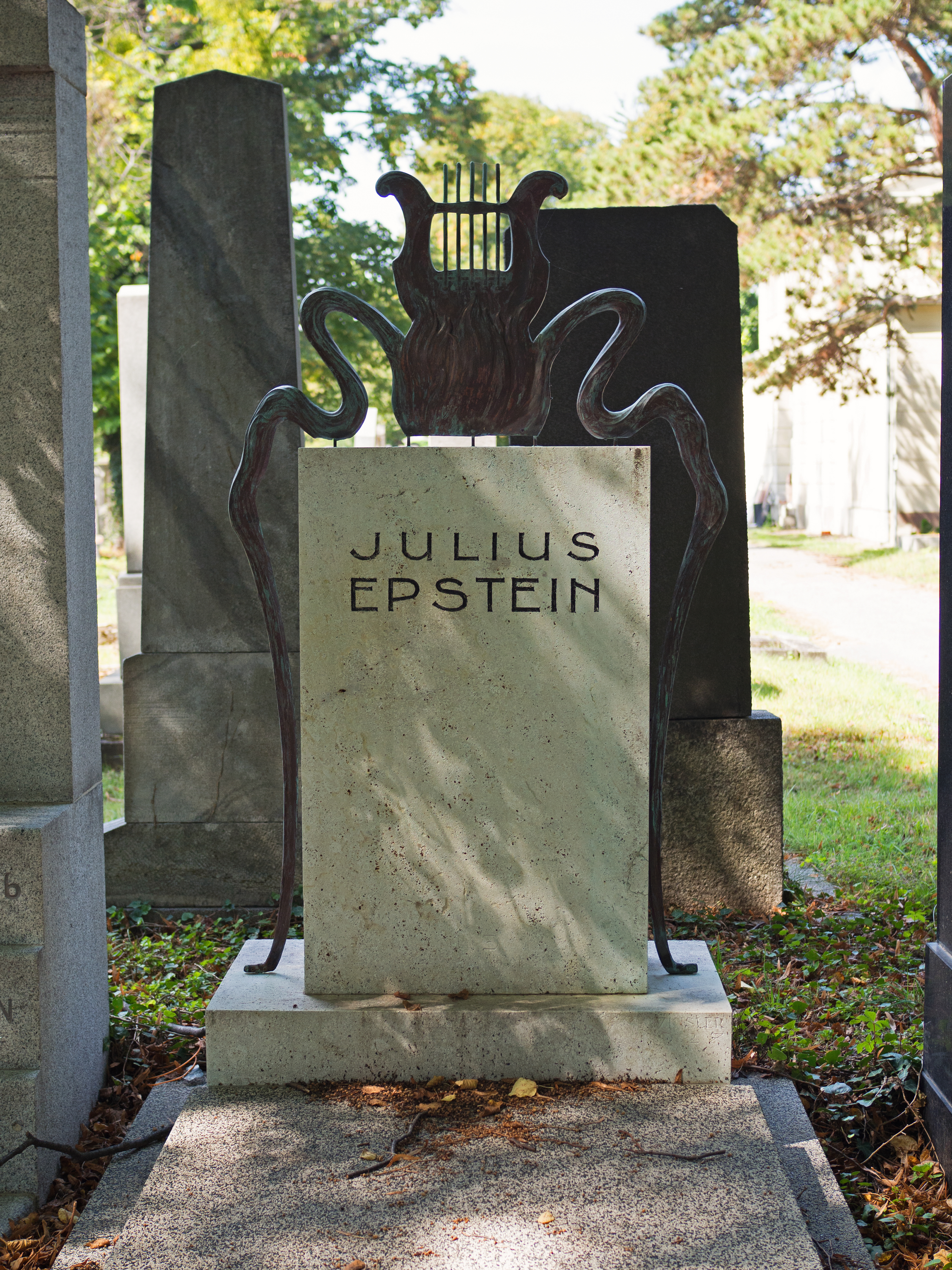
Grab von Julius Epstein auf dem Wiener Zentralfriedhof

Julius Epstein (geboren 7. August 1832 in Agram/Zagreb, Kaisertum Österreich; gestorben 3. März 1926 in Wien) war ein österreichischer Pianist.

## Leben
Julius Epstein war in Zagreb Schüler des Chordirigenten Vatroslav Lichtenegger, in Wien studierte er Komposition bei Johann Rufinatscha und Klavier bei Anton Halm. Er debütierte 1852 und wurde bald einer der bekanntesten Pianisten und Klavierpädagogen Wiens.
Von 1867 bis 1901 war er Professor am Konservatorium der Gesellschaft der Musikfreunde in Wien. Unter seinen Schülern waren Ignaz Brüll, Marcella Sembrich, Gustav Mahler, Moriz Violin und Mathilde Kralik von Meyrswalden.
Epstein gab unter anderem Beethovens Claviersonaten, Mendelssohns Sämmtliche Clavierwerke und Schuberts Kritisch Durchgesehene Gesammtausgabe heraus.
Julius Epstein fand seine letzte Ruhestätte in der neuen jüdischen Abteilung des Wiener Zentralfriedhofs (Tor 4, Gruppe 3, Reihe 4, Nr. 2).

## Familie
Seine Gattin war Amalie Epstein geb. Mauthner geschiedene Rawack (* 1835 Pest; † 15. Dezember 1915 Wien), mit der er ab 1865 verheiratet war. Das Paar hatte drei Kinder: Gabriele, Hedwig und Richard. Der Sohn Richard (1869–1919) war ebenfalls Professor für Klavier am Wiener Konservatorium.
Die beiden Nichten Rudolfine Rachel (Cellistin) - geb. 1850 (lt. Sterbeanzeige:1855 in Prossnitz), Heirat mit Armin Weinmann am 12. April 1880 in Prossnitz, verstorben am 27. Februar 1881 in Wien, beerdigt am Wiener Zentral Friedhof, israel. Abt. Tor 1, Gruppe 6, Reihe 18, Nr. 15; deren Sohn: Rudolf Paul Weinmann (Namensänderung auf Valcany:5.9.1906) geb. am 22. Februar 1881, Heirat mit Sofie Sol, geb. Amar, am 23. Februar 1908 in Wien, verstorben in 24. September 1958 in Matraville, Randwick City, NSW, Australia und Eugénie (Violinistin) machten 1876 bis 1877 eine sehr erfolgreiche Tournee durch Deutschland und Österreich (Vater: Ignaz Epstein, geb. 1818 in Trencin; verheiratet mit Charlotte, deren weitere Kinder waren Therese und Leopoldine).

## Schriften

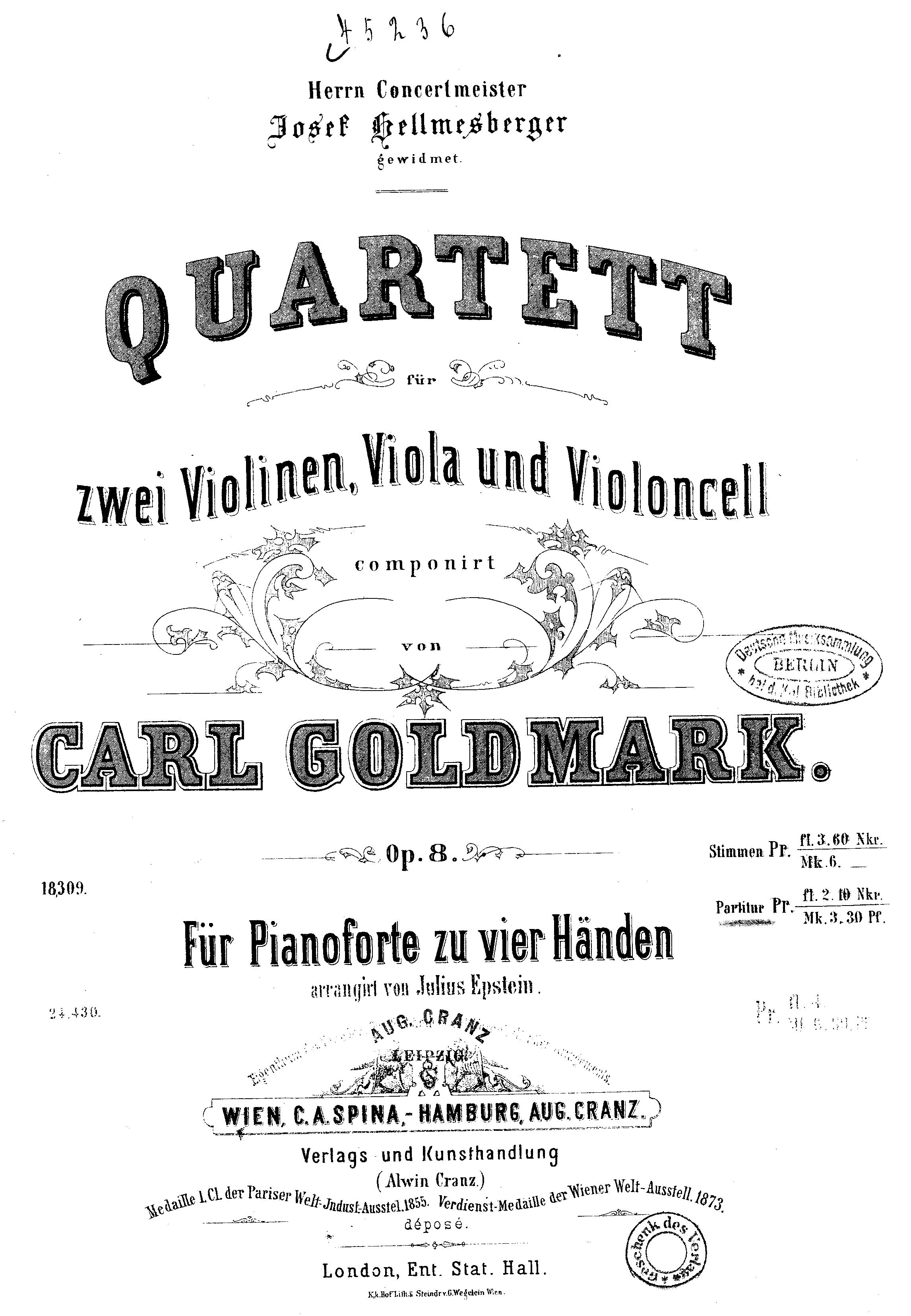
Bearbeitung des Quartetts von Karl Goldmark (Titelseite)

- Complete Sonatas for Pianoforte solo / Franz Schubert. Hrsg. Julius Epstein. Dover, New York 1970, ISBN 0-486-22647-6.
- Alte Meisterstücke für Klavier: berühmte Kompositionen der alten Klaviermeister = Aciens maîtres du piano, ausgewählt mit teilweiser Benützung der Original-Ausgaben und Manuskripte. Neu herausgegeben und mit Fingersätzen und Vortragszeichen versehen von Julius Epstein. Universal-Edition, Wien u. a. o. J.
- Wilhelm Friedemann Bach: Zwölf Polonaisen für das Pianoforte. Hofmeister, Leipzig 1985.
- Klassiker der Tonkunst. Die bedeutendsten Werke der Klavierliteratur in acht Bänden herausgegeben von Adolf Prosniz und Julius Epstein. Universal-Edition, Wien o. J.
- Ludwig van Beethoven: Sonaten für das Pianoforte. Cranz Brüssel, 1948 (Enthält: Sonaten Nr. 1–32 (op. 2 Nr. 1 – op. 111)).
- Schubert, Franz: Complete works. Dover, New York u. a. 1965.